# Zonopetala tephrastis
Zonopetala tephrastis es una especie de mariposa de la familia Oecophoridae.
Fue descrita científicamente por Turner en 1917.